# Список пластових куренів
Ку́рінь — організація і структурна одиниця Пласту. Пластуни гуртуються в куренях, котрі, в свою чергу, об'єднуються в Улади за віком. Відповідно до Уладу, виникають й окремі специфіки куренів. Наприклад, кожен курінь УПЮ має порядкове число й барви, курінне знамено, курінний прапор та патрона — видатну особу з українського минулого. Проте, для куренів старших пластунів чи пластунів сеньйорів наявність патрона не є обов'язковою.

## Юнацькі курені
Юнацький курінь складається з 2-5 гуртків, які діють на одній території (місто чи село).

## Перелік юнацьких куренів
| Число | Патрон                        | Місто (станиця)                 | Тип куреня | Дата заснування   |  |
| ----- | ----------------------------- | ------------------------------- | ---------- | ----------------- |  |
| 1     | Король Данило                 | Львів                           | Чоловічий  | 04 жовтня 1990    |  |
| 2     | Олена Степанів                | Львів                           | Жіночий    | 28 вересня 1990   |  |
| 3     | Іван Виговський               | Львів                           | Чоловічий  | 06 листопада 1990 |  |
| 4     | Анастасія Лісовська           | Львів                           | Жіночий    | 15 березня 1991   |  |
| 5     | Роман Купчинський             | Львів                           | Чоловічий  | 25 квітня 1991    |  |
| 6     | Леся Українка                 | Львів                           | Жіночий    | 08 квітня 1991    |  |
| 7     | Петро Конашевич-Сагайдачний   | Львів                           | Чоловічий  | 27 жовтня 1990    |  |
| 8     | Ольга Басараб                 | Львів                           | Жіночий    | 12 жовтня 1991    |  |
| 9     | Василь Стус                   | Луцьк                           | Чоловічий  | 02 жовтня 1989    |  |
| 10    | Княгиня Ольга                 | Стрий                           | Жіночий    | 14 травня 1992    |  |
| 11    | Іван Сірко                    | Львів                           | Чоловічий  | 03 січня 1991     |  |
| 12    | Маруся Чурай                  | Львів                           | Жіночий    | 10 вересня 1991   |  |
| 13    | Олекса Довбуш                 | Тернопіль                       | Чоловічий  | 20 вересня 1991   |  |
| 14    | Соломія Крушельницька         | Львів                           | Жіночий    | 17 жовтня 1992    |  |
| 15    | Павло Полуботок               | Львів                           | Чоловічий  | 15 листопада 1990 |  |
| 16    | Іванна Блажкевич              | Тернопіль                       | Жіночий    | 10 лютого 1992    |  |
| 17    | Юрій Дрогобич                 | Дрогобич                        | Чоловічий  | 19 вересня 1991   |  |
| 18    | Уляна Кравченко               | Дрогобич                        | Жіночий    | 13 лютого 1992    |  |
| 19    | Андрей Шептицький             | Стрий                           | Чоловічий  | 08 березня 1992   |  |
| 20    | Олена Теліга                  | Рівне                           | Жіночий    | 16 жовтня 1993    |  |
| 21    | Григорій Сковорода            | Львів                           | Чоловічий  | 02 січня 1993     |  |
| 22    | Марійка Підгірянка            | Івано-Франківськ                | Жіночий    | 11 березня 1995   |  |
| 23    | Степан Бандера                | Львів                           | Чоловічий  | 08 грудня 1991    |  |
| 24    | Софія Русова                  | Червоноград                     | Жіночий    | 05 квітня 1994    |  |
| 25    | Роман Шухевич                 | Стрий                           | Чоловічий  | 14 червня 1991    |  |
| 26    | Олена Пчілка                  | Львів                           | Жіночий    | 25 грудня 1993    |  |
| 27    | Володимир Івасюк              | Івано-Франківськ                | Чоловічий  | 22 грудня 1991    |  |
| 28    | Христина Алчевська            | Сокаль                          | Жіночий    | 01 березня 1997   |  |
| 29    | Юрій Старосольський           | Тернопіль                       | Чоловічий  | 25 травня 1992    |  |
| 30    | Катруся Зарицька              | Львів                           | Жіночий    | 25 березня 1995   |  |
| 31    | Василь Баюрак                 | Черніїв                         | Чоловічий  | 01 вересня 1993   |  |
| 32    | Олена Кульчицька              | Самбір                          | Жіночий    | 29 квітня 1992    |  |
| 33    | Улас Самчук                   | Рівне                           | Чоловічий  | 02 листопада 1991 |  |
| 34    | Софія Галечко                 | Надвірна                        | Жіночий    | 13 лютого 1996    |  |
| 35    | Юстим Гірняк                  | Ямниця (Франківська округа)     | Чоловічий  | 11 травня 1993    |  |
| 36    | Анна Ярославна                | Львів                           | Жіночий    | 25 травня 1996    |  |
| 37    | Микола Міхновський            | Київ                            | Чоловічий  | 28 грудня 1993    |  |
| 38    | Миколая Божук                 | Ужгород                         | Жіночий    | 09 березня 1994   |  |
| 39    | Дмитро Донцов                 | Київ                            | Чоловічий  | 12 грудня 1992    |  |
| 40    | Софія Корбут                  | Красне(Львівська Область)/Львів | Жіночий    | 04 грудня 1996    |  |
| 41    | Тарас Бульба                  | Львів                           | Чоловічий  | 19 листопада 1993 |  |
| 42    | Галина Дидик                  | Тернопіль                       | Жіночий    | 15 березня 1995   |  |
| 43    | Пилип Орлик                   | Львів                           | Чоловічий  | 15 січня 1994     |  |
| 44    | Зиновія Франко                | Львів                           | Жіночий    | 06 грудня 1997    |  |
| 45    | князь Федір Корятович         | Ужгород                         | Чоловічий  | 05 жовтня 1993    |  |
| 46    | Маруся Богуславка             | Київ                            | Жіночий    | 21 жовтня 2001    |  |
| 47    | Андрій Войнаровський          | Червоноград                     | Чоловічий  | 10 квітня 1994    |  |
| 48    | Ярослави Стецько              | Луцьк                           | Жіночий    | 18 квітня 2003    |  |
| 49    | Івана Миколайчука             | Івано-Франківськ                | Чоловічий  | 5 лютого 1995     |  |
| 50    | Богдана Світлик               | Львів                           | Жіночий    | 20 жовтня 2002    |  |
| 51    | Кн. Святослав Завойовник      | Тернопіль                       | Чоловічий  | 01 листопада 1995 |  |
| 52    | Марта Чорна                   | Львів                           | Жіночий    | 08 квітня 2004    |  |
| 53    | Євген Коновалець              | Новий Розділ                    | Чоловічий  | 15 лютого 1994    |  |
| 54    | Коренець Ганка                | Львів                           | Жіночий    | 24 вересня 2004   |  |
| 55    | Максим Залізняк               | Коломия                         | Чоловічий  | 10 вересня 1995   |  |
| 56    | Мілена Рудницька              | Івано-Франківськ                | Жіночий    | 10 квітня 2006    |  |
| 57    | Василь Сидор                  | Сокаль                          | Чоловічий  | 10 вересня 1995   |  |
| 58    | Катерина Білокур              | Тернопіль                       | Жіночий    | 14 жовтня 1999    |  |
| 59    | Степан Ленкавський            | Івано-Франківськ                | Чоловічий  | 18 квітня 1995    |  |
| 60    | Галя Мороз                    | Тернопіль                       | Жіночий    | 06 березня 1999   |  |
| 61    | Олександр Тисовський          | Самбір                          | Чоловічий  | 12 лютого 1997    |  |
| 62    | Гальшка Острозька             | Острог                          | Жіночий    | 15 січня 2000     |  |
| 63    | Іван Тиктор                   | Красне                          | Чоловічий  | 04 грудня 1996    |  |
| 64    | Люба Гайовська-Рута           | Рудки                           | Жіночий    | 2003 вересня 2000 |  |
| 65    | Петро Франко                  | Краматорськ                     | Чоловічий  | 26 грудня 1998    |  |
| 66    | Єлизавета Гулевичівна         | Трускавець                      | Жіночий    | 06 вересня 1992   |  |
| 67    | Михайло Горбовий              | Косів                           | Чоловічий  | 28 листопада 1998 |  |
| 68    | Галина Грабець                | Коломия                         | Жіночий    | 10 березня 2007   |  |
| 69    | Богдан Хмельницький           | Львів                           | Чоловічий  | 2003              |  |
| 70    | Ольга Кобилянська             | Івано-Франківськ                | Жіночий    | 21 січня 2008     |  |
| 71    | Князь Лев                     | Львів                           | Чоловічий  | 15 січня 2002     |  |
| 72    | Марія-Магдалина Мазепа        | Київ                            | Жіночий    | 18 листопада 2002 |  |
| 73    | Іван Богун                    | Львів                           | Чоловічий  | 14 грудня 2001    |  |
| 74    | Ірина Вільде                  | Чернівці                        | Жіночий    |                   |  |
| 75    | Герої бою під Крутами         | Київ                            | Чоловічий  | 17 листопада 2000 |  |
| 76    | Марко Вовчок                  | Рудне                           | Жіночий    | 10 квітня 2006    |  |
| 77    | Іван Гавдида                  | Тернопіль                       | Чоловічий  | 23 жовтня 2006    |  |
| 78    | Костянтина Малицька           | Іваниківка                      | Жіночий    | 20 серпня 2009    |  |
| 79    | В'ячеслав Липинський          | Івано-Франківськ                | Чоловічий  | 10 квітня 2006    |  |
| 80    | Алла Горська                  | Новий Розділ                    | Жіночий    | 17 червня 2007    |  |
| 81    | о. Степан Онишкевич           | Рудки                           | Чоловічий  | 27 березня 2004   |  |
| 82    | Марія Старицька               | Львів                           | Жіночий    | 17 травня 2011    |  |
| 83    | Клим Савур                    | Луцьк                           | Чоловічий  | 01 травня 2008    |  |
| 84    | Марія Примаченко              | Львів                           | Жіночий    | 30 листопада 2014 |  |
| 85    | Володимир Ґерета              | Козова                          | Чоловічий  | 30 січня 2005     |  |
| 86    | Наталя Красник                | Старий Самбір                   | Жіночий    | 26 січня 2013     |  |
| 87    | Іван Багряний                 | Львів                           | Чоловічий  | 26 жовтня 2005    |  |
| 88    | Ганна Дмитерко                | Миколаїв (Львівська область)    | Жіночий    | 25 березня 2014   |  |
| 89    | Байда Вишневецький            | Львів                           | Чоловічий  | 31 травня 1995    |  |
| 90    | Анна Всеволодівна             | Київ                            | Жіночий    | 29 березня 2013   |  |
| 91    | Іван Цяпка-Скоропад           | Львів                           | Чоловічий  | 11 жовтня 2009    |  |
| 92    | Наталена Королева             | Київ                            | Жіночий    | 15 вересня 2015   |  |
| 93    | Андрій Первозваний            | Київ                            | Чоловічий  | 05 лютого 2002    |  |
| 94    | Соломія Павличко              | Львів                           | Жіночий    | 15 травня 2017    |  |
| 95    | Дмитро Яворницький            | Дніпро                          | Чоловічий  | 28 березня 1992   |  |
| 96    | Михайлина Коцюбинська         | Вінниця                         | Жіночий    | 17 лютого 2015    |  |
| 97    | Максим Кривоніс               | Київ                            | Чоловічий  | 15 лютого 2008    |  |
| 98    | Маруся Соколовська            | Житомир                         | Жіночий    | 07 червня 2013    |  |
| 99    | Павло Скоропадський           | Івано-Франківськ                | Чоловічий  | 21 квітня 2011    |  |
| 100   | Ірина Козак-Савицька          | Львів                           | Жіночий    | 26 квітня 2017    |  |
| 101   | Назарій Яремчук               | Білі Ослави                     | Мішаний    | 21 січня 2001     |  |
| 102   | Олександр Довженко            | Миколаївка                      | Мішаний    | 26 лютого 2000    |  |
| 103   | Брати Лепкі                   | Бережани                        | Чоловічий  | 23 грудня 2006    |  |
| 104   | Наталія Лівицька-Холодна      | Київ                            | Жіночий    | 11 січня 2017     |  |
| 105   | Данило Нечай                  | Вінниця                         | Чоловічий  | 01 серпня 2011    |  |
| 106   | св. Мотрона                   | Черкаси                         | Жіночий    | 14 квітня 2013    |  |
| 107   | Петро Войновський             | Чернівці                        | Чоловічий  | 26 жовтня 2009    |  |
| 108   | Дарія Ребет                   | Львів                           | Жіночий    | 28 червня 2016    |  |
| 109   | Ярослав Горошко               | Львів                           | Чоловічий  | 17 жовтня 2014    |  |
| 110   | Софія Шептицька               | Львів                           | Жіночий    | 14 листопада 2017 |  |
| 111   | князь Роман Мстиславович      | Львів                           | Чоловічий  | 08 грудня 2014    |  |
| 112   | Надія Світлична               | Здолбунів                       | Жіночий    | 01 грудня 2014    |  |
| 113   | Євген Подолянчук              | Черкаси                         | Чоловічий  | 03 лютого 2013    |  |
| 114   | Христя Ковч                   | Авдіївка                        | Жіночий    | 10 вересня 2012   |  |
| 115   | Володимир Великий             | Київ                            | Чоловічий  | 03 лютого 2013    |  |
| 116   | Олена Левчанівська            | Луцьк                           | Жіночий    | 23 вересня 2011   |  |
| 117   | Іван Чмола                    | Львів                           | Чоловічий  | 06 листопада 2017 |  |
| 118   | Варвара Каринська             | Харків                          | Жіночий    | 19 лютого 2019    |  |
| 119   | Орест Субтельний              | Київ                            | Чоловічий  |                   |  |
| 120   | Перелісна Катерина Федорівна  | Харків                          | Жіночий    |                   |  |
| 121   | Дідік Данило                  | Харків                          | Чоловічий  |                   |  |
| 122   | Дніпрова Чайка                | Львів                           | Жіночий    |                   |  |
| 123   | Михайло Палідович-Карпатський | Миколаїв (Львівська область)    | Чоловічий  | 26 травня 1992    |  |
| 124   | Вовк Алла Юліанівна           | Київ                            | Жіночий    |                   |  |
| 125   | Князі Острозькі               | Здолбунів                       | Чоловічий  |                   |  |
| 126   | Квітка Цісик                  | Тернопіль                       | Жіночий    |                   |  |
| 127   | Яків Голуб                    | Тисмениця                       | Чоловічий  |                   |  |
| 128   | Марія Кизимович               | Бучач                           | Жіночий    |                   |  |
| 129   | Микола Гордійчук              | Кам'янець-Подільський           | Чоловічий  | 12 квітня 2022    |  |
| 130   | Параска Плитка-Горицвіт       | Бережани                        | Жіночий    | 25 жовтня 2020    |  |
| 131   | Роман Ратушний                | Вараш                           | мішаний    |                   |  |
| 132   | Звенислава Сагайдаківська     | Шпанів                          | Жіночий    | 27 жовтня 2019    |  |
| 133   | Тарас Бульба-Боровець         | Рівне                           | Чоловічий  | 26 вересня 2021   |  |
| 134   | Оксана Мешко                  | Золочів                         | Жіночий    |                   |  |
| 135   | Св. Йосафат Кунцевич          | Бучач                           | Чоловічий  |                   |  |
| 136   | Ольга Ільків                  | Тернопіль                       | Жіночий    |                   |  |
| 138   | Марія Бек                     | Калуш                           | Жіночий    | 23 квітня 2021    |  |
| 140   | Марія Грінчеко (Загірня)      | Кам'янець-Подільський           | Жіночий    |                   |  |
| 142   | Христина Сушко                | Буча                            | Жіночий    |                   |  |
| 144   | Євгенія Головацька            | Рогатин                         | Жіночий    | 22 листопада 2024 |  |
| підг. | Наталя Кобринська             | Київ                            | Жіночий    | 18 листопада 2019 |  |
| підг. | Ярослав Стецько               | Київ                            | Чоловічий  |                   |  |
| підг. | Спиридон Черкасенко           | Миколаїв (Миколаївська область) | Мішаний    |                   |  |
| 146   | Сестра Либідь                 | Щасливе                         | Жіночий    |                   |  |
| 148   | Юліанії Ольшанської           | Хирів                           | Жіночий    |                   |  |
| підг. | Іван Мазепа                   | Кременчук                       | Чоловічий  |                   |  |
| підг. | Аверкій Гончаренко            | Бровари                         | Чоловічий  |                   |  |
| підг. | Василь Кархут                 | Одеса                           | Мішаний    |                   |  |
| підг. | Ілля Гайдук                   | Кривий Ріг                      | Чоловічий  |                   |  |
| підг. | Марія Заньковецька            | Кропивницький                   | Жіночий    |                   |  |
| підг. | Олександр Блистів             | Мукачево                        | Мішаний    |                   |  |
| 150   | Софія Яблонська               | Зоря (Рівненський район)        | Жіночий    | 11 листопада 2023 |  |
| підг. | Петро Болбочан                | Хмельницький                    | Чоловічий  |                   |  |
| підг. | Сергія Ткаченка               | Буча                            | Чоловічий  | 29 вересня 2024   |  |
| підг. | Івана Підкови                 | Зимна Вода                      | Чоловічий  |                   |  |
| підг. | Любомир Крупа                 | Велика Березовиця               | Чоловічий  | 10 листопада 2024 |  |
| підг. | Олега Ольжича                 | Житомир                         | Чоловічий  | 21 березня 2013   |  |
| підг. | Оксани Лятуринської           | Кременець                       | Жіночий    |                   |  |
| підг. | Роман Жеплинський             | Новояворівськ                   | Чоловічий  | 26 травня 2025    |  |
| підг. | Йосипа Терелі                 | Довге                           | Чоловічий  | Невідомо          |  |

## Юнацькі курені в діаспорі

### Австрія
| Число | Патрон                       | Станиця | Дата заснування | Дата затвердження числа | Тип Куреня |
| ----- | ---------------------------- | ------- | --------------- | ----------------------- | ---------- |
| 1     | Василь Вишиваний             | Відень  | 24.03.2023      | 24.05.2024              | чоловічий  |
| 2     | Софія Окуневська-Морачевська | Відень  | 12.11.2022      | ---                     | дівочий    |

### Англія
| Число       | Патрон            | Станиця | Дата заснування | Дата затвердження числа | Тип Куреня |
| ----------- | ----------------- | ------- | --------------- | ----------------------- | ---------- |
| підготовчий | Роберт Лісовський | Лондон  | 12 квітня 2024  | підг.                   | чоловічий  |
|             | Софія Яблонська   | Лондон  |                 |                         | дівочий    |

### Бельгія
| Число | Патрон | Станиця | Дата заснування | Дата затвердження числа | Тип Куреня |
| ----- | ------ | ------- | --------------- | ----------------------- | ---------- |
|       |        |         |                 |                         |            |

### США/ЗСА
| Число | Патрон                        | Місто (станиця) |
| ----- | ----------------------------- | --------------- |
| 1     | Федір Черник                  | Філадельфія     |
| 2     | Леся Українка                 | Нью-Йорк        |
| 3     | Іван Мазепа                   | Нью-Йорк        |
| 4     | Ольга Басараб                 | Філадельфія     |
| 5     | Петро Сагайдачний             | Ньюарк          |
| 6     | Марко Вовчок                  | Чикаго          |
| 7     | Іван Чмола                    | Чикаго          |
| 10    | Ольга Кобилянська             | Детройт         |
| 12    | Ганна Барвінок                | Рочестер        |
| 13    | Тарас Чупринка                | Детройт         |
| 17    | Байда Вишнивецький            | Клівленд        |
| 19    | Митропоплит Андрей Шептицький | Рочестер        |
| 20    | Марта Борецька                | Ньюарк          |
| 28    | Княгиня Ольга                 | Клівленд        |
| 31    | Виговський Іван               | Пассейк         |
| 45    | Володимир Великий             | Вашингтон       |
| 50    | Оксана Лятуринська            | Вашингтон       |
| 101   | Олекса Довбуш                 | Сієтл           |

### Іспанія
| Число   | Патрон                            | Станиця   | Дата заснування | Дата затвердження числа | Тип Курення |
| ------- | --------------------------------- | --------- | --------------- | ----------------------- | ----------- |
| 1       | Петро Франко                      | Валенсія  | восени 2020     | 15.01.2024              | мішаний     |
| підг.к. | Українська Республіканська Капела | Барселона | 16.01.2024      | ---                     | мішаний     |

### Німеччина
| Число       | Патрон            | Станиця          | Дата заснування            | Дата затвердження числа | Тип Курення |
| ----------- | ----------------- | ---------------- | -------------------------- | ----------------------- | ----------- |
| II (2)      | Андрій Гарасевич  | Мюнхен           | невідомо (після 1948 року) | невідомо                | мішаний     |
| підготовчий | Богдан Гаврилишин | Райн-Майн-Гессен | 14 жовтня 2023             | підг.                   | мішаний     |
| підготовчий | Іван Багряний     | Гамбург          | березень 2024              | підг.                   | мішаний     |
| підготовчий | Осадчук Богдан    | Берлін           | 13.01.2025                 | підг.                   | мішаний     |

### Польща
| Число   | Патрон                 | Станиця | Дата заснування | Дата затвердження числа | Тип Куреня |
| ------- | ---------------------- | ------- | --------------- | ----------------------- | ---------- |
| підг.к. | Артемій Димид «Курка»  | Ряшів   | 30.5.2025       | ---                     | мішаний    |
| підг.к. | Цьопа (Кекилія) Паліїв | Люблін  | 31.5.2023       | ---                     | мішаний    |
| підг.к. | Андрей Шептицький      | Вроцлав | 6.7.2023        | ---                     | мішаний    |
| підг.к. | Галина Змієнко-Сенишин | Гданськ | 23.12.2023      | ---                     | мішаний    |
| підг.к. | Назарій Лугарєв        | Познань | 28.01.2024      | ---                     | мішаний    |
| підг.к. | Марко Безручко         | Варшава | 03.02.2024      | ---                     | мішаний    |
| підг.к. | Захар Скляр            | Краків  | 14.04.2024      | ---                     | хлоп'ячий  |
| підг.к. | Софія Яблонська        | Краків  | 14.04.2024      | ---                     | дівочий    |

### Франція
| Число   | Патрон                     | Станиця | Дата заснування | Дата затвердження числа | Тип Куреня |
| ------- | -------------------------- | ------- | --------------- | ----------------------- | ---------- |
| 6       | Анна Ярославна             | Париж   | 7.11.2021       | 05.11.2023              | дівочий    |
| підг.к. | Богдан Яців («Білий Джек») | Париж   | 03.03.2024      | ---                     | хлопчачий  |

### Швейцарія
| Число | Патрон | Станиця | Дата заснування | Дата затвердження числа | Тип Куреня |
| ----- | ------ | ------- | --------------- | ----------------------- | ---------- |
|       |        |         |                 |                         |            |

### Швеція
Юнацькі курені у Швеції
| Число  | Патрон               | Станиця   | Дата заснування | Дата затвердження числа | Тип Куреня |
| ------ | -------------------- | --------- | --------------- | ----------------------- | ---------- |
| підг.к | Богдан Кентржинський | Стокгольм | 02.03.2024      | ---                     | хлопчачий  |
| підг.к | Ірина Цибух          | Стокгольм | 03.05.2025      | ---                     | дівочий    |

розділом «курені в діаспорі» (тільки у Європі) статті «список пластових куренів» займається «Ustym_Scorpion» 

## Старшопластунські і сеньйорські курені
| Число куреня УСП | Число куреня УПС | Назва                   | Патрон                                                  |
| ---------------- | ---------------- | ----------------------- | ------------------------------------------------------- |
| 1                | 16               | Ватага Бурлаків         | -                                                       |
| 2                | 17               | Перші Стежі             | -                                                       |
| 3                | 3                | Лісові Чорти            | -                                                       |
| 4                | 2                | Ті, що греблі рвуть     | ім. Лесі Українки                                       |
| 5                | 20               | Орден Хрестоносців      | ім. Митрополита Андрея Шептицького                      |
| 6                | 21               | Буриверхи               | -                                                       |
| 7                | 18               | Чота Крилатих           | -                                                       |
| 8                | -                | Чортополохи             | -                                                       |
| 9                | -                | Одержимі                | ім. Софії Фредро-Шептицької                             |
| 11               | -                | НепрОсті                | -                                                       |
| 12               | 46               | Рутенії                 | ім. Олени Теліги                                        |
| 14               | -                | Спартанки               | -                                                       |
| 15               | 45               | Орден Залізної Остроги  | ім. Святослава Завойовника                              |
| 16               | 40               | Чорноморські Хвилі      | -                                                       |
| 18               | -                | Шостокрилі              | -                                                       |
| 20               | -                | Лісові Мавки            | ім. Лесі Українки                                       |
| 23               | 5                | Червона Калина          | -                                                       |
| 24               | 26               | Княгині                 | ім. Княгиної Ольги                                      |
| 25               | 10               | Чорноморці              | ім. св. о. Миколая                                      |
| 26               | -                | Верховинки              | -                                                       |
| 27               | -                | Хмельниченки            | -                                                       |
| 29               | 29               | Велике плем'я Сіроманці | ім. А. Гарасевича                                       |
| 31               | 31               | Вовкулаки               | -                                                       |
| 32               | -                | Степові Відьми          | -                                                       |
| 41               | 44               | Целібат Мурлики         | ім. Івана Чмоли                                         |
| 46               | -                | Літавиці                | -                                                       |
| 47               | -                | Передові                | -                                                       |
| 48               | -                | Орликівці               | ім. Григора і Пилипа Орликів                            |
| 49               | -                | Зелені Гуски            | -                                                       |
| 50               | -                | Червоні Маки            | -                                                       |
| 51               | -                | Ластівки                | ім. Олени Вітер                                         |
| 52               | 30               | Блискавки               | -                                                       |
| 53               | 43               | Карпатські орли         | -                                                       |
| 54               | -                | Бунтарки                | -                                                       |
| 100              | 7                | Орден Золотого Стремена | -                                                       |
| 101              | -                | Карпатські вовки        | -                                                       |
| Підготовчий      | -                | Плем'я Могікан          | -                                                       |
| Підготовчий      | -                | Дубове Листя            | ім. святого рівноапостольного князя Володимира Великого |
| Підготовчий      | -                | Борисфен                | ім. Остапа Вишні                                        |
| Підготовчий      | -                | Щезники                 | -                                                       |

## Галерея (юнацькі курені)

### Курінні хустини

13 курінь УПЮ імені Олекси Довбуша
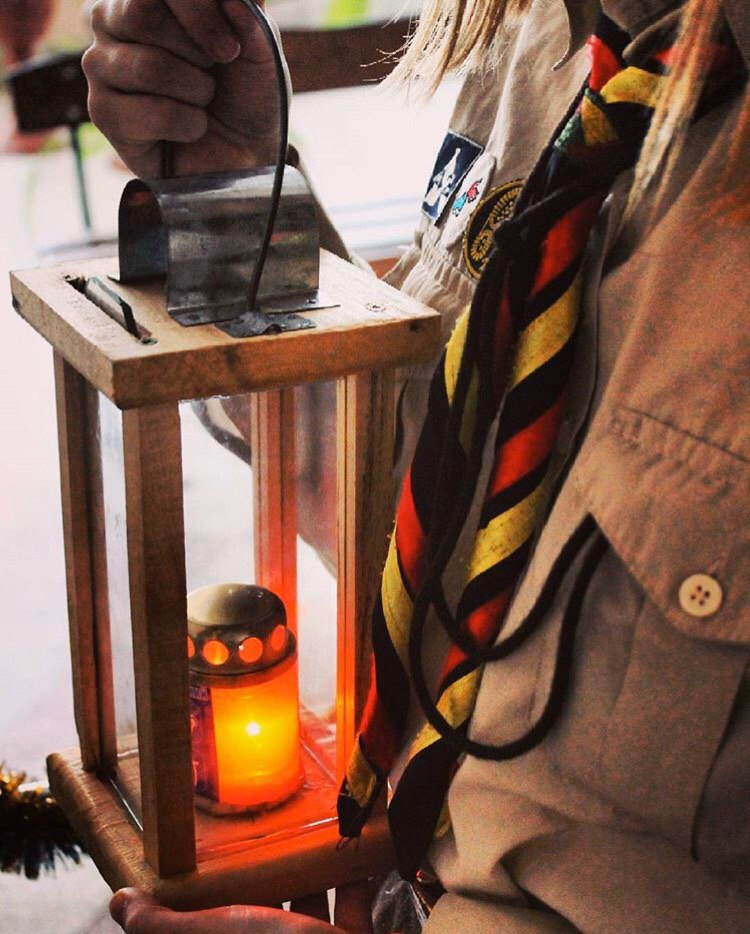
42 курінь УПЮ імені Галини Дидик
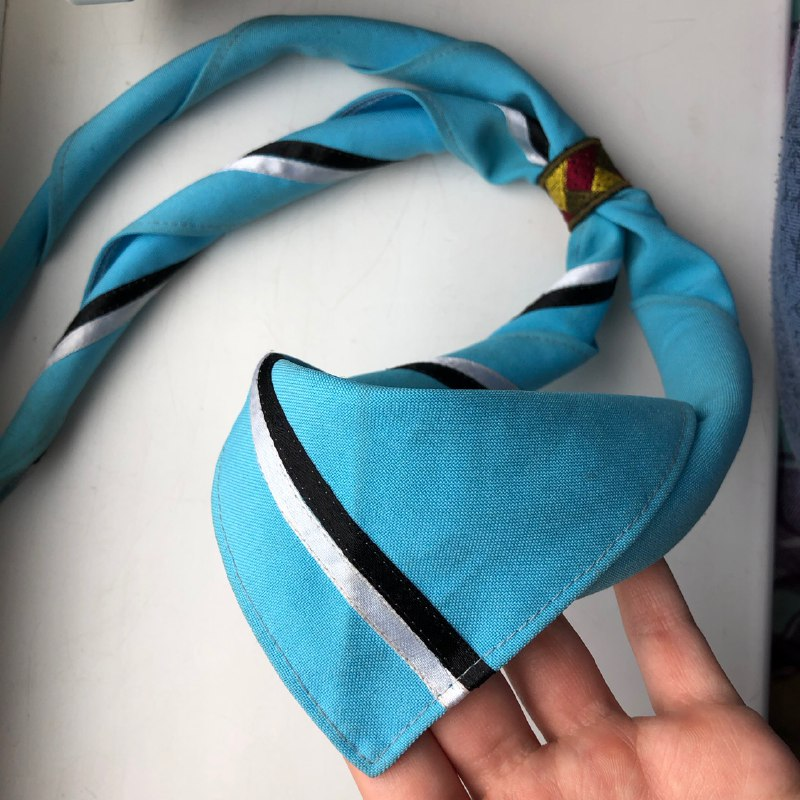
44 курінь УПЮ імені Зиновії Франко
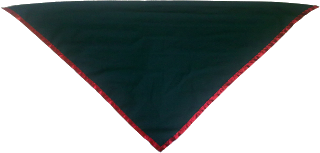
55 курінь УПЮ імені Максима Залізяка
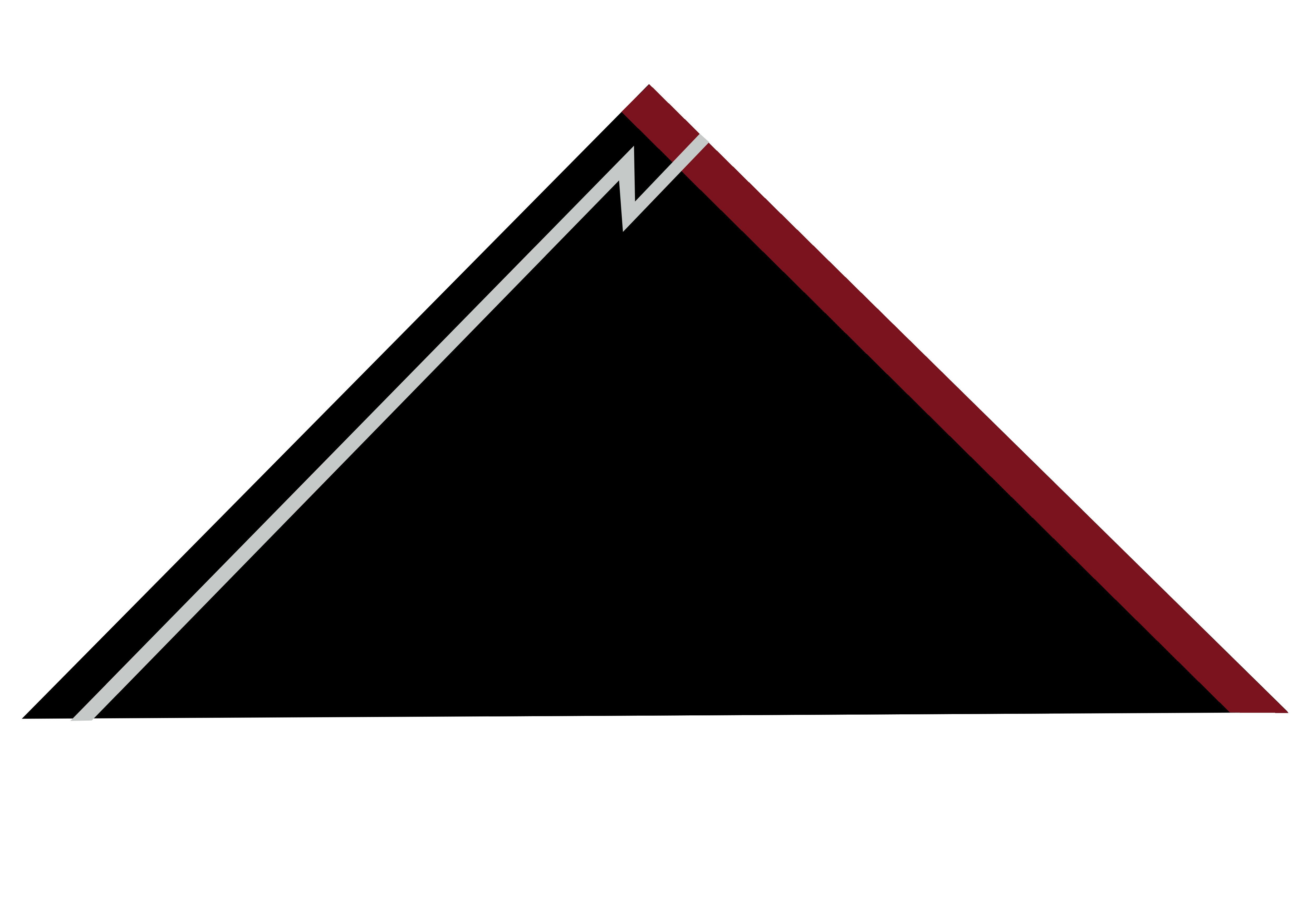
73 курінь УПЮ імені Івана Богуна
75 курінь УПЮ імені Героїв бою під Крутами
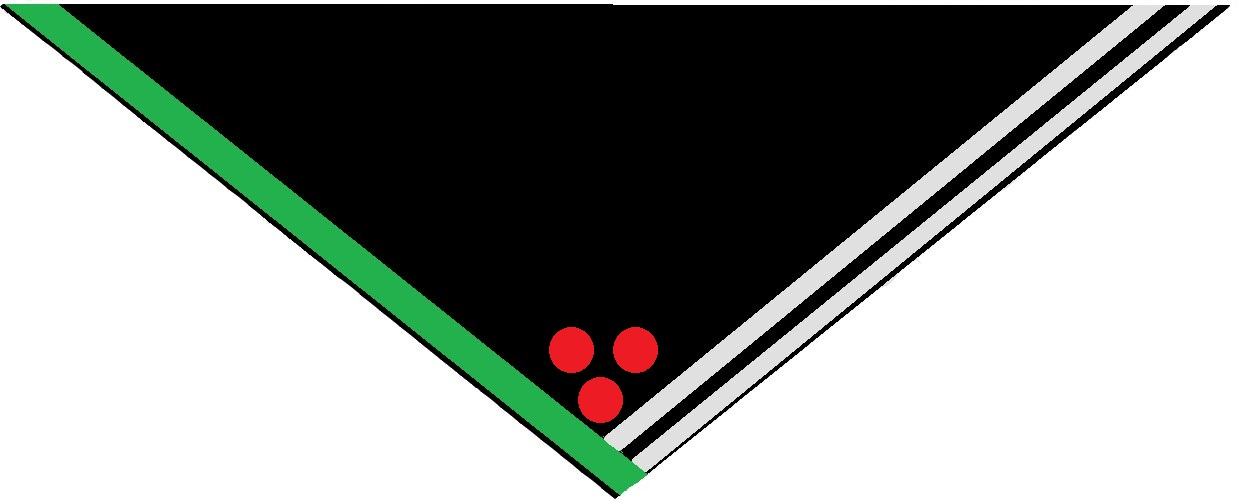
91 курінь УПЮ імені Івана Цяпки-Скоропада
97 курінь УПЮ імені Максима Кривоноса
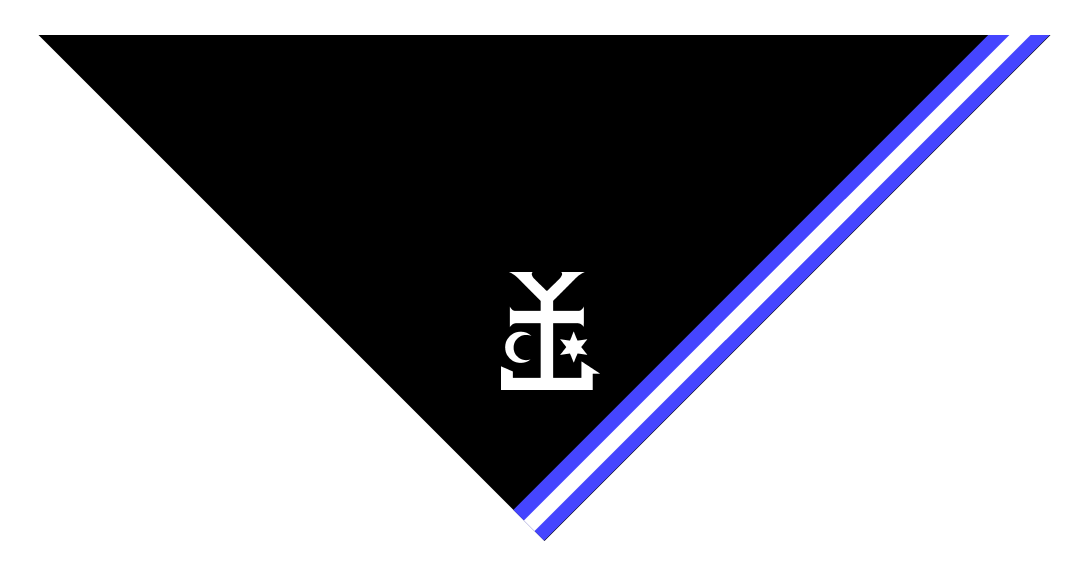
Підготовчий курінь УПЮ імені Івана Мазепи
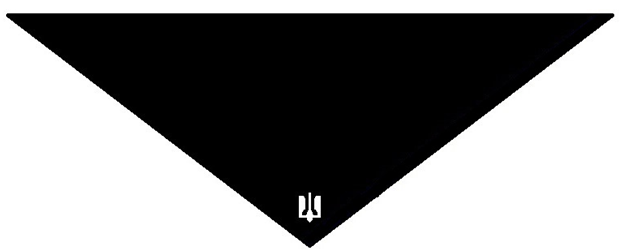
Підготовчий курінь УПЮ імені Михайла Поготовка
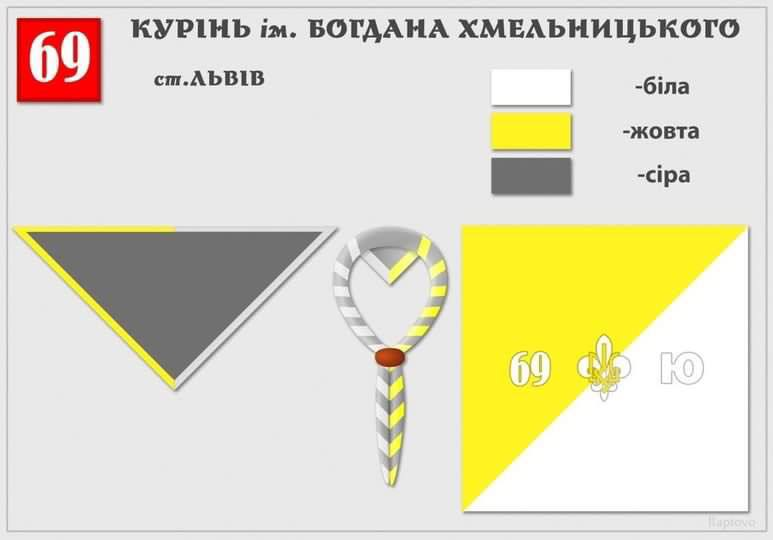
Курінь 69 УПЮ ім. Богдана Хмельницького Станиці Львів

### Герби

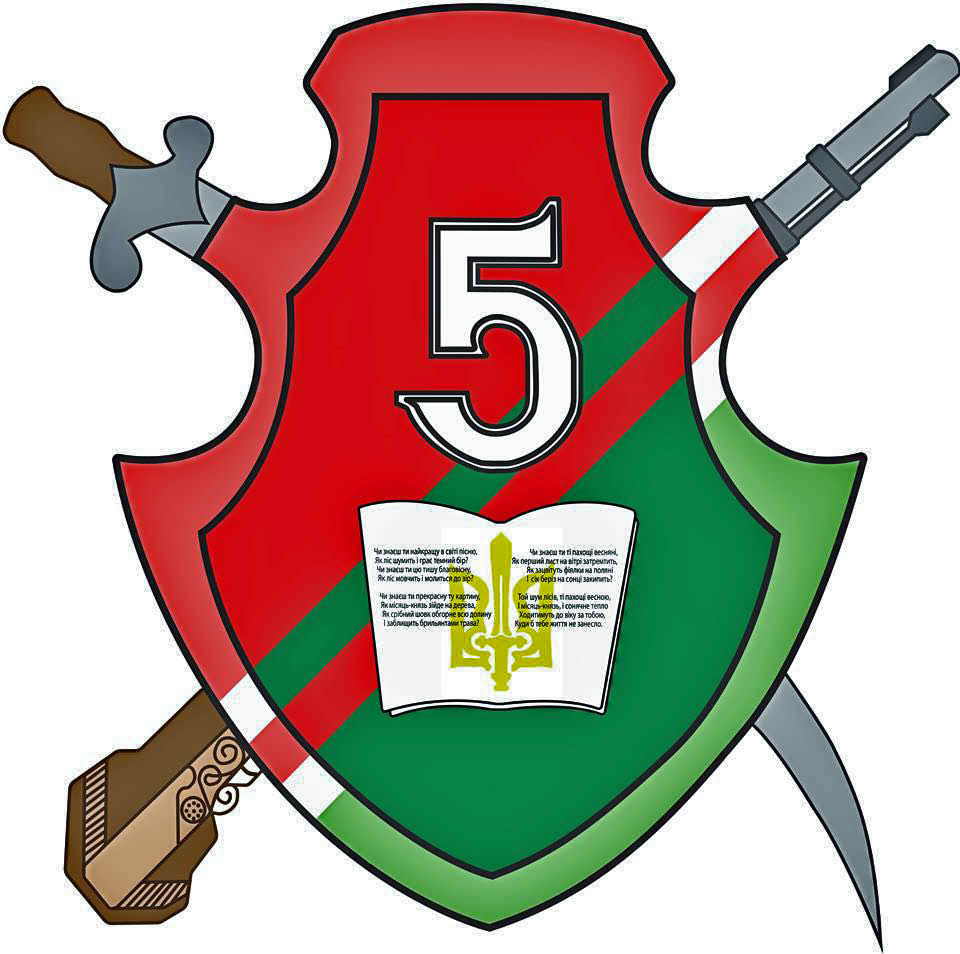
5 курінь УПЮ імені Романа Купчинського
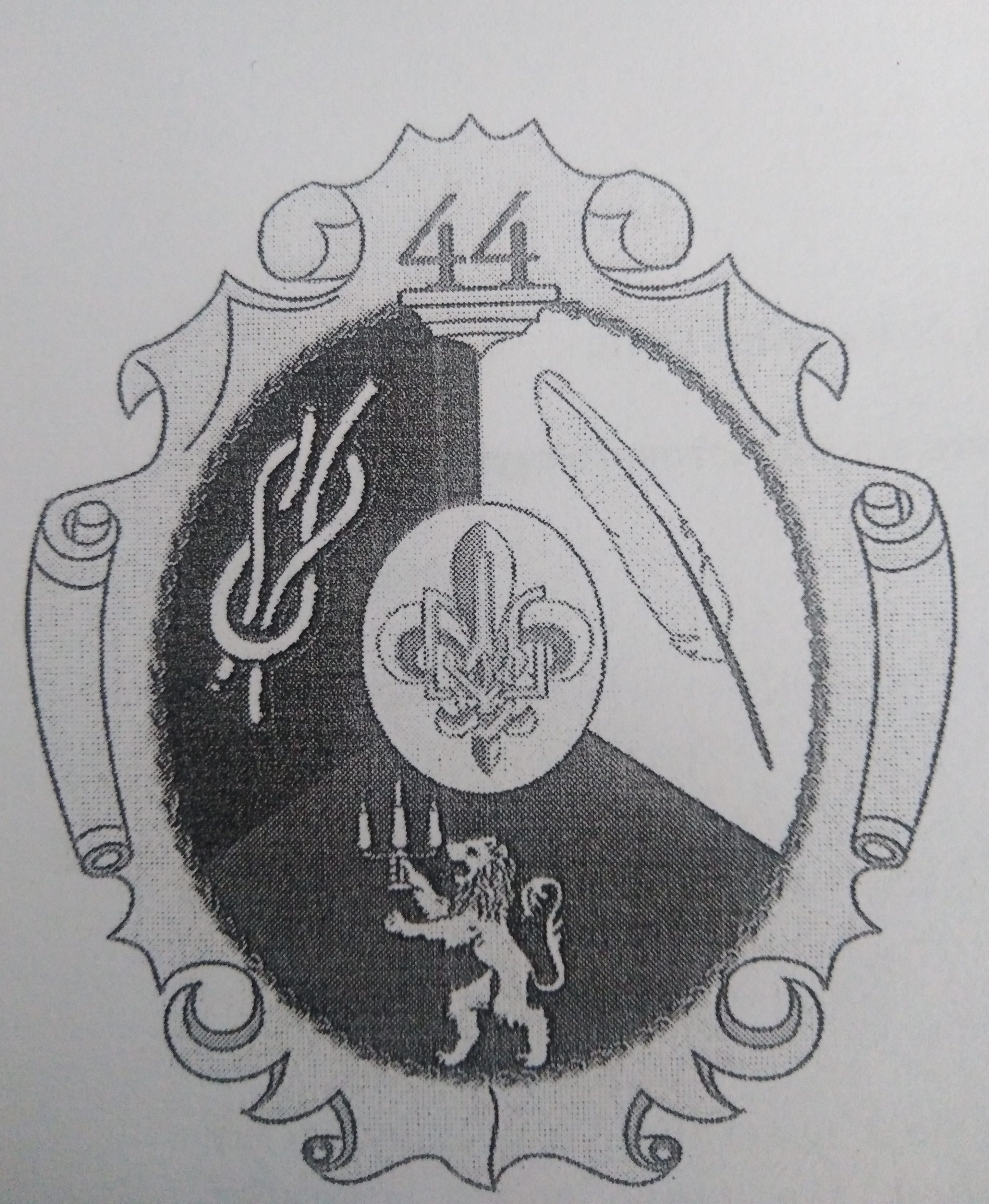
44 курінь УПЮ імені Зиновії Франко
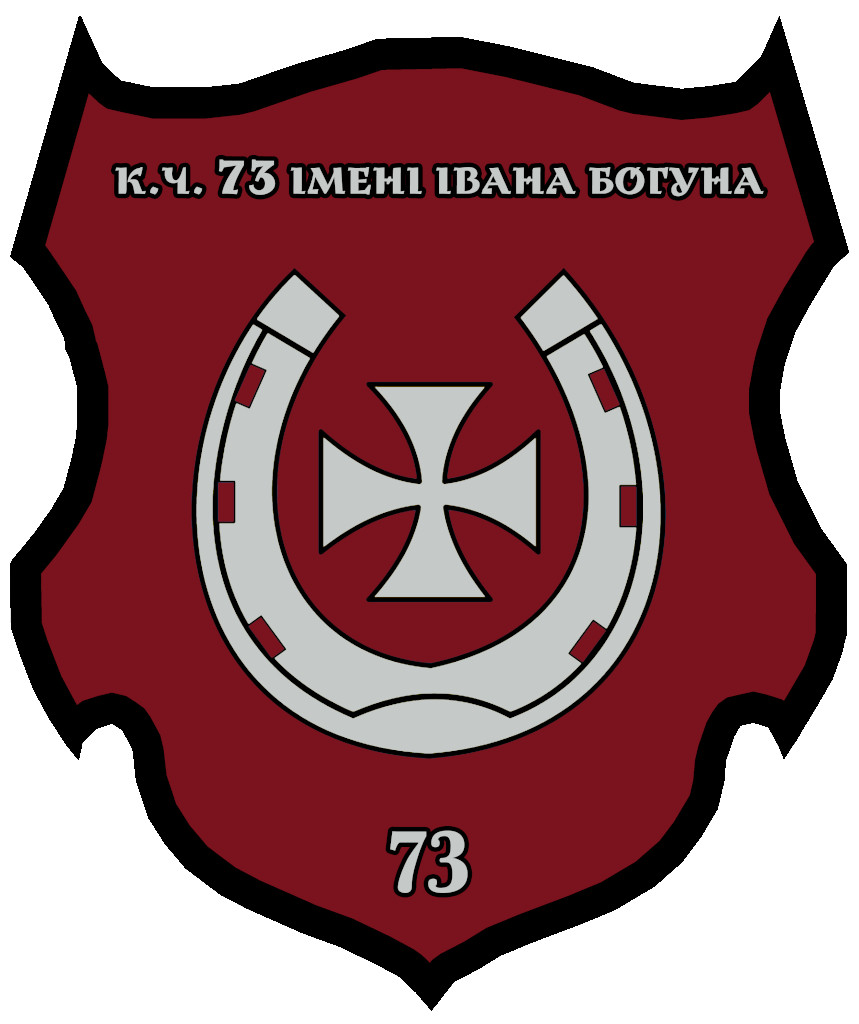
73 курінь УПЮ імені Івана Богуна
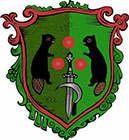
91 курінь УПЮ імені Івана Цяпки-Скоропада
Підготовчий курінь УПЮ імені Івана Мазепи

### Прапори

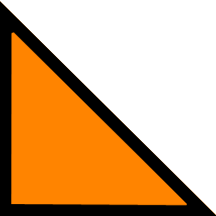
7 курінь УПЮ імені Івана Чмоли (ЗСА)
60 курінь УПЮ імені Галі Мороз
75 курінь УПЮ імені Героїв бою під Крутами
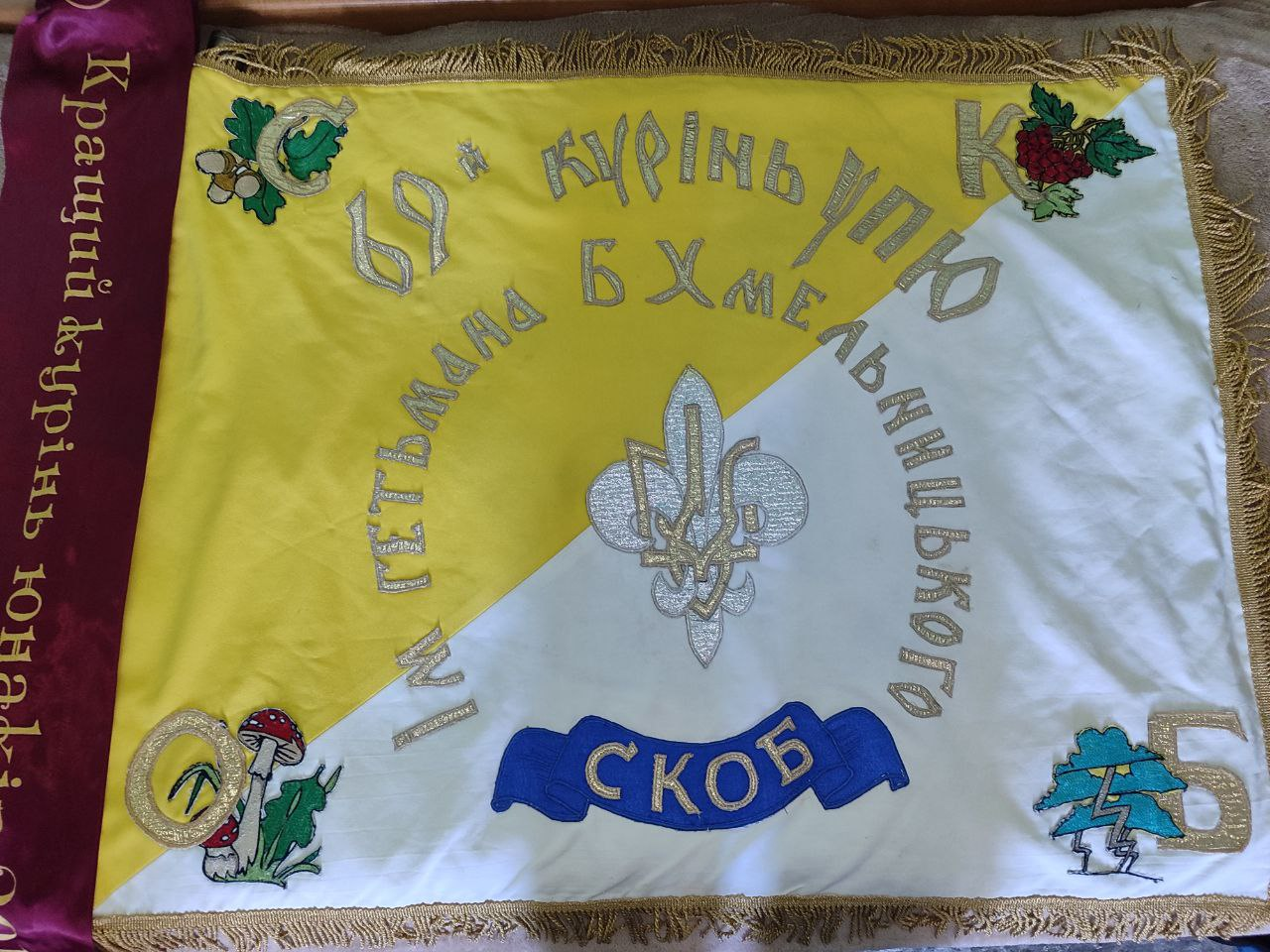
Прапор куреня 69 імені Богдана Хмельницького

### Знамено

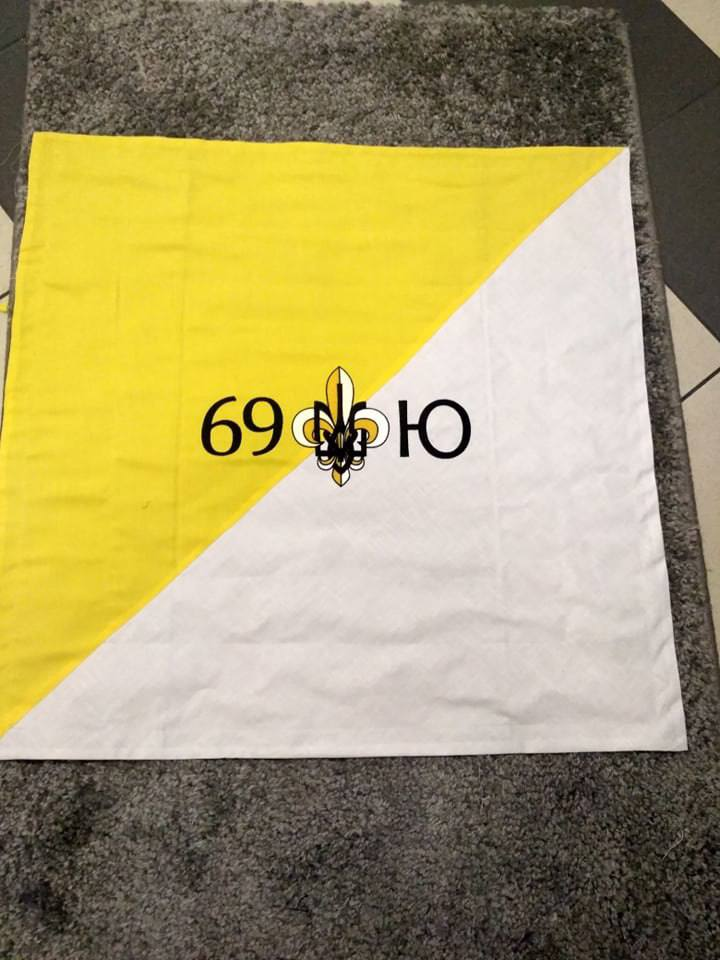
Знамено куреня 69 імені Богдана Хмельницького

### Інше

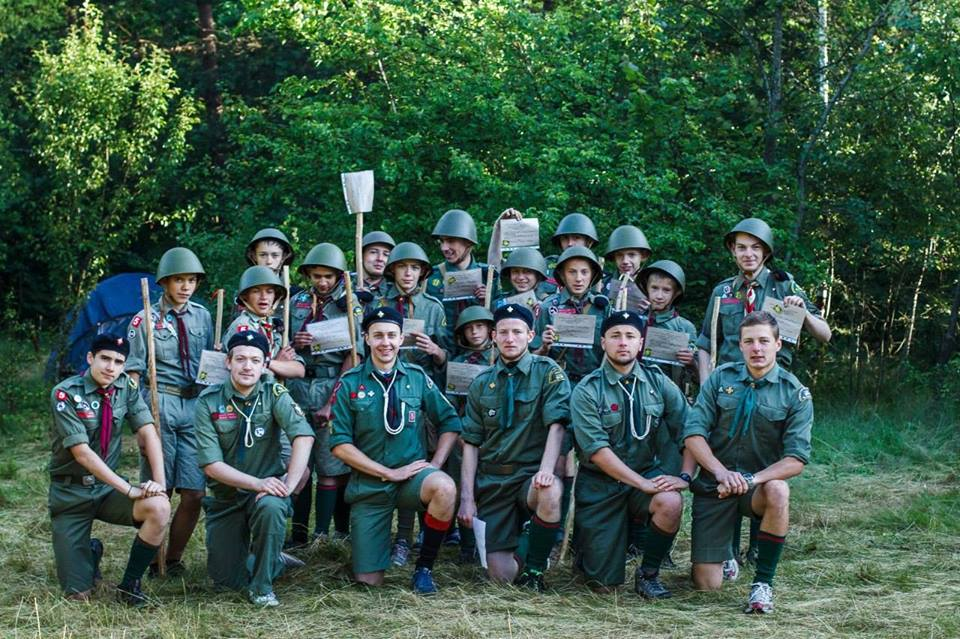
Спільне фото (курінний табір) - 5 курінь УПЮ імені Романа Купчинського
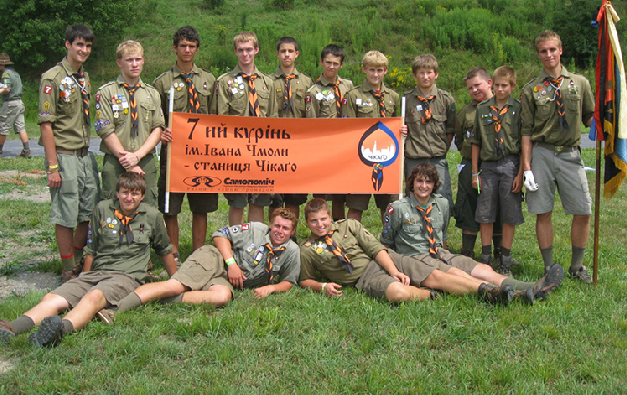
Неповний склад куреня на Міжкрайовому Пластовому Зустрічі 2011 року в Нью-Йорку - 7 курінь УПЮ імені Івана Чмоли (ЗСА)
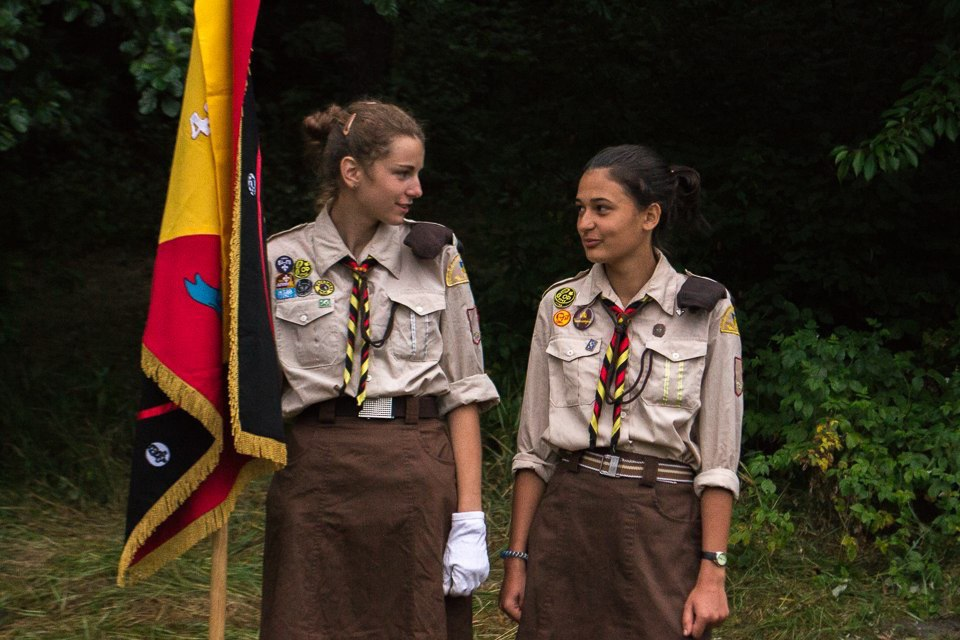
Хорунжа з курінним прапором - 42 курінь УПЮ імені Галини Дидик
Перше покоління 44-их - 44 курінь УПЮ імені Зиновії ФранкоПерше покоління 44-их - 44 курінь УПЮ імені Зиновії Франко
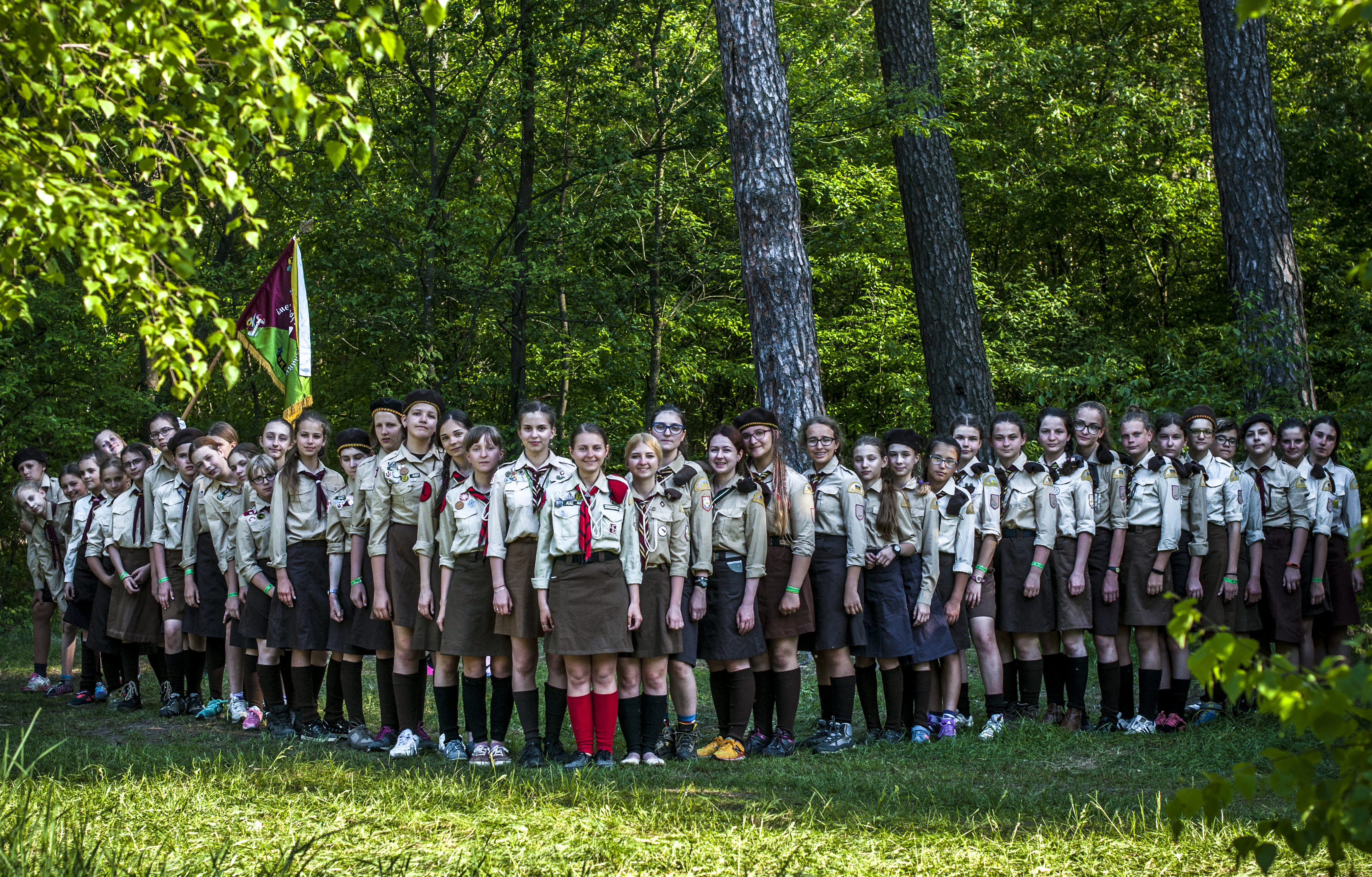
На Святі Весни 2019 - 46 курінь УПЮ імені Марусі Богуславки
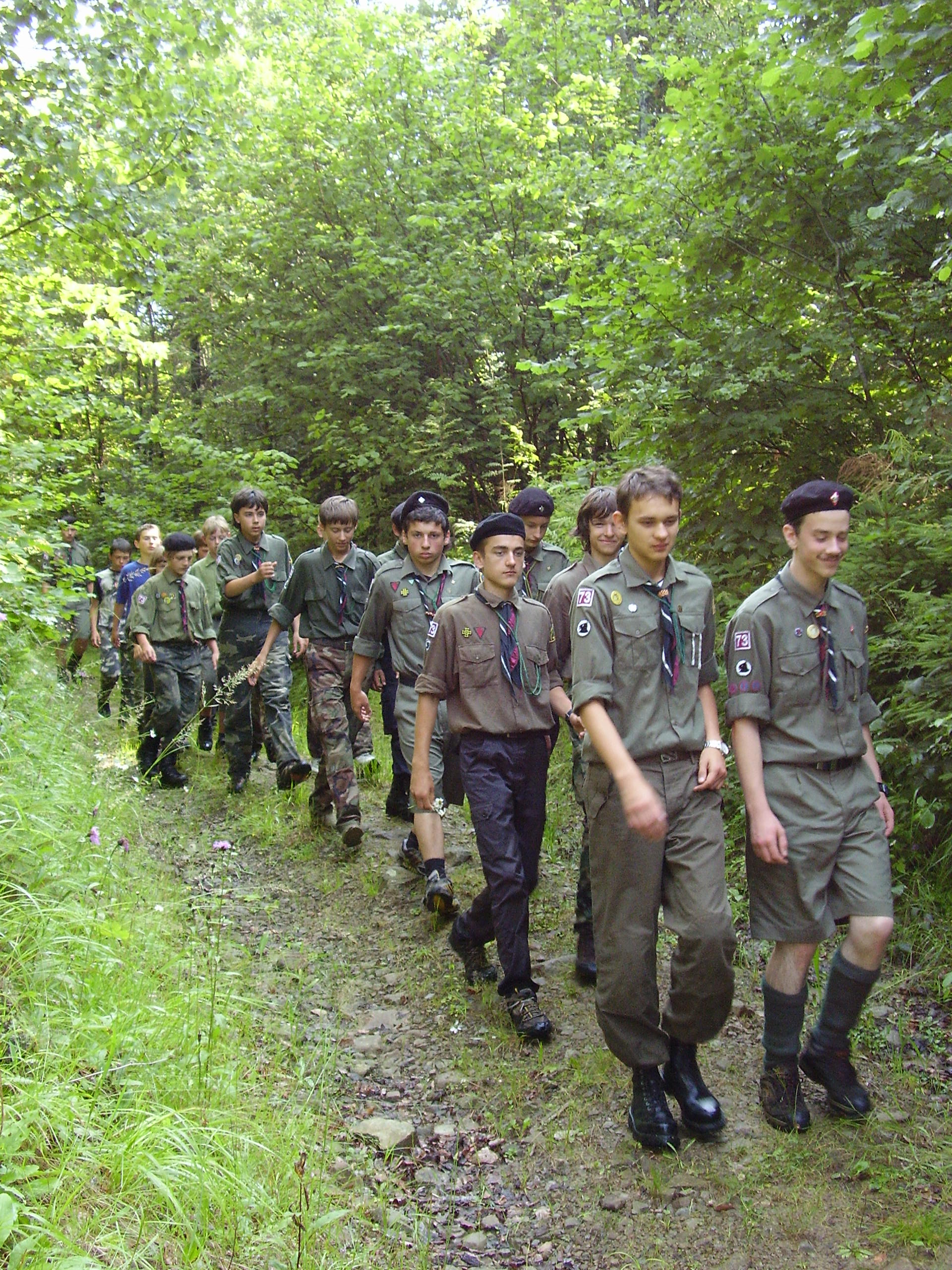
Пластовий курінь Івана Богуна в Карпатах (поблизу с. Гребенова) на вимарші до церкви (липень 2006) - 73 курінь УПЮ імені Івана Богуна